# Slivnice
Slivnice är en ort i Bosnien och Hercegovina.   Den ligger i entiteten Federationen Bosnien och Hercegovina, i den centrala delen av landet, 40 km nordväst om huvudstaden Sarajevo. Slivnice ligger 382 meter över havet och antalet invånare är 397.
Terrängen runt Slivnice är huvudsakligen kuperad. Slivnice ligger nere i en dal. Runt Slivnice är det ganska tätbefolkat, med 93 invånare per kvadratkilometer.. Närmaste större samhälle är Zenica, 17,7 km nordväst om Slivnice. 
Omgivningarna runt Slivnice är en mosaik av jordbruksmark och naturlig växtlighet.